# Cá chình Châu Âu
Cá chình Châu Âu (tên khoa học Anguilla anguilla), là một loài cá chình di cư. Cần phân biệt nhóm cá chình này (thuộc bộ Cá chình Anguilliformes) với lươn (thuộc bộ Lươn hay Cá mang liền Synbranchiformes). Chúng có thể sống đến 80 năm, chiều dài cơ thể khi trưởng thành trung bình từ 60–80 cm có khi lên đến 130 cm, cân nặng khoảng từ 1–2 kg. Cá chinh Châu âu được ghị nhận sinh sản tại vùng biển Sargasso (nằm giữa Bắc Đại Tây Dương). Khi sinh ra chỉ là một ấu trùng sau đó trôi dạt theo dòng hải lưu Gulf Stream khi đến gần thềm lục địa dọc theo bờ biển Châu âu ấu trùng nở thành con lươn thủy tinh trong suốt. Chúng tập trung sống gần cửa biển, một số tiếp tục di chuyển ngược dòng vào sâu trong đất liền để sinh sống một thời gian dài trong quá trình phát triển. Cá chình Châu âu chỉ sinh sản một lần trong đời, khi phát triển đến giai đoạn sinh sản Cá chinh Châu âu lại bơi ngược lại ra biển nơi chúng đã từng sinh ra (vùng biển Sargasso) để sinh sản rồi chết ở đó.
Trong khi tuổi thọ của cá chình châu Âu trong tự nhiên vẫn chưa được xác định, các mẫu vật nuôi nhốt đã sống hơn 80 năm. Một mẫu vật được gọi là "cá chình Brantevik" đã sống 155 năm trong giếng của một ngôi nhà gia đình ở Brantevik, một làng chài ở miền nam Thụy Điển.

## Tình trạng bảo tồn
Cá chình châu Âu là loài cực kỳ nguy cấp. Kể từ những năm 1970, số lượng cá chình đến châu Âu được cho là đã giảm khoảng 90% (thậm chí có thể là 98%). Các yếu tố góp phần bao gồm đánh bắt quá mức, ký sinh trùng chẳng hạn như  Anguillicola crassus , các rào cản đối với di cư như đập thủy điện và những thay đổi tự nhiên ở Dao động Bắc Đại Tây Dương, Dòng chảy vùng Vịnh và Sự trôi dạt Bắc Đại Tây Dương. Nghiên cứu gần đây cho thấy ô nhiễm polychlorinated biphenyl có thể là một yếu tố dẫn đến sự suy giảm. TRAFFIC đang giới thiệu các hệ thống truy xuất nguồn gốc và tính hợp pháp trong suốt quá trình thay đổi thương mại để kiểm soát sự suy giảm và khuyến khích các loài. The species is listed in Appendix II of the CITES Convention.

### Tiêu thụ bền vững

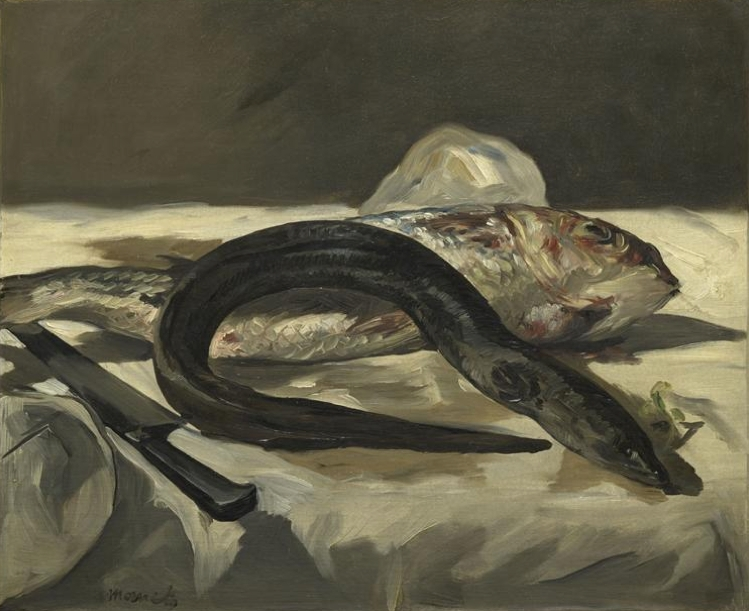
Édouard Manet, 1864

Cá chinh Châu Âu con, còn gọi là lươn thủy tinh được cho là đắt giá nhất thế giới giới (giá khoảng 5000 usd/kg). Nhất là tại thị trường Châu Á như Trung Quốc, Nhật, nơi chúng được xem như là món ăn đặc sản thời thượng của giới thượng lưu vì họ cho rằng chúng có thể giúp tăng cường sinh lý. Chính vì vậy loài Cá chinh này bị săn bắt ráo riết và đang có nguy cơ bị tuyệt chủng dù Châu âu đã cấm xuất khẩu loại cá này từ 2010.
Năm 2010, Greenpeace International đã thêm cá chình châu Âu vào "danh sách đỏ hải sản", và Sustainable Eel Group ban hành Tiêu chuẩn Cá chình bền vững.

### Dự án nhân giống
Do dân số cá chình châu Âu đã giảm trong một thời gian, một số dự án đã được bắt đầu. Vào năm 1997, Innovatie Netwerk
ở Hà Lan đã khởi xướng một dự án trong đó họ cố gắng thu được những con cá chình châu Âu để sinh sản trong điều kiện nuôi nhốt bằng cách mô phỏng chuyến hành trình dài 6.500 km (4.000 mi) từ Châu Âu đến Biển Sargasso với máy bơi cho cá chình.